# Нюрма (озеро)
Нюрма — озеро в Тавдинском городском округе Свердловской области, Россия.

## Географическое положение
Озеро расположено в 17,5 километрах к востоку-северо-востоку от деревни Тормоли 1-е, в северо-восточной части болота Индра, в 2 километрах к юго-востоку озера Большая Индра. Озеро площадью 0,8 км² с уровнем воды 59,3 метра.

## Описание
Озеро не имеет поверхностного стока. Берега местами заболочены. В озере водятся карась, гольян, верховка и гнездится водоплавающая птица.